# 감경철
감경철(甘炅徹, 1943년 2월 26일~)은 대한민국의 최초 기독교텔레비전 방송국 CTS기독교TV의 회장이다. 2010년 4월부터 현재까지 제2대 세계한인방송협회 회장과 CTS기독교TV 회장을 역임하고 있다.

## 약력
- 1970 국제대 법경학부 경제학과를 졸업
- 1978 고려대학교 경영대학원 국제관리과정 수료
- 1987 연세대학교 행정대학원 고위정책과정 수료
- 1989 서울대학교 경영대학원 최고경영자과정을 수료
- 1990 숭실대학교 중소기업대학원 개방학과를 졸업
- 1994 고려대학교 언론대학원 최고위언론과정 수료
- 1996 연세대학교 언론홍보대학원 최고위과정 수료
- 1997 고려대학교 정보통신대학원 최고위과정 수료
- 2010.04~ 제2대 세계한인방송협회 회장
- 2010.04~ CTS기독교TV 회장
한국케이블TV방송협의회 PP협의회 이사
- 2000~2010.03 CTS기독교TV 사장
- 1992 한국광고단체연합회 이사
- 1992 한국광고사업협회 회장
- 1989 한국동계스포츠센타 감사
- 1989 대한아이스하키협회 부회장
- 1989 옥산레저 떼제베 C.C 회장
- 1980 익산 대표이사회장
- 1978 고려대학교경영대학원 총원우회 회장
- 1977 한국청년회의소 이사
- 1976 한국광고제작업협회 부회장
- 1976 동일광고 대표이사